# NGC 2578
NGC 2578 ist eine linsenförmige Galaxie vom Hubble-Typ SB0-a im Sternbild Achterdeck des Schiffs. Sie ist schätzungsweise 197 Millionen Lichtjahre von der Milchstraße entfernt.
Das Objekt wurde am 8. März 1793 von Wilhelm Herschel entdeckt.